# Isambard Kingdom Brunel
Isambard Kingdom Brunel, člen Královské společnosti (9. duben 1806 – 15. září 1859), byl britský konstruktér a podnikatel. Roku 2002 byl v anketě zvolen druhým nejvýznamnějším Britem v historii (po Winstonu Churchillovi). K jeho nejznámějším dílům patří vytvoření Great Western Railway, řady známých parolodí a množství důležitých mostů.
Ačkoli Brunelovy projekty nebyly vždy úspěšné, často obsahovaly převratná řešení dlouhodobých konstruktérských problémů. Během své krátké kariéry dosáhl mnoha prvenství ve svém oboru – kupříkladu vybudoval první tunel pod řekou využívanou k lodní dopravě a postavil první zaoceánskou loď s ocelovou konstrukcí, poháněnou lodním šroubem, která byla zároveň svého času největší lodí postavenou vůbec.
Isambard Brunel prožil několik posledních let svého života s podlomeným zdravím – trpěl onemocněním ledvin. Ve svých 53 letech podlehl mozkové mrtvici. Říkalo se o něm[kdo?], že kouří 40 doutníků denně a spí jen čtyři hodiny.

## Dětství a mládí
Syn technika Sira Marca Isambarda Brunela a Sophie, rozené Kingdom, Isambard Brunel se narodil v anglickém Portsmouthu 9. dubna 1806. Jeho otec zde pracoval na zařízení pro výrobu kladek ve zdejší továrně.
Čtrnáctiletého Isambarda poslali za vzděláním do Francie. Zde navštěvoval Lyceum Henri-Quatre v Paříži a univerzitu v Caen v Normandii. Brunelovo postavení vzrostlo, když se ve věku 20 let stal zástupcem hlavního inženýra na stavbě nejúspěšnějšího díla svého otce – temžského tunelu, který podcházel řeku mezi Rotherhithe a Wappingem.
První stavba tunelu pod řekou se zdařila v době, kdy jiné pokusy selhávaly, díky geniálnímu razícímu štítu Marca Brunela. Tento lidskou silou poháněný předchůdce dnešních razících štítů chránil dělníky před zavalením během zdění klenby. Marc Brunel se nechal inspirovat při jeho vývoji anatomií a chováním mořského měkkýše jménem šášeň lodní (Teredo navalis), který býval postrachem dřevěných lodí. I nejmodernější tunely jsou raženy touto metodou – například tunel pod lamanšským průlivem.
Brunel založil svoji konstrukční kancelář na 17–18 Duke Street v Londýně, a se svojí rodinou žil v místnostech nad ní.
R. P. Brereton, který se stal jeho náměstkem roku 1845, vedl kancelář v době Brunelovy nepřítomnosti a také měl přímou odpovědnost za většinu konstrukčních aktivit, jako třeba Royal Albert Bridge v době, kdy Brunelovo zdraví bylo podlomeno.

## Temžský tunel

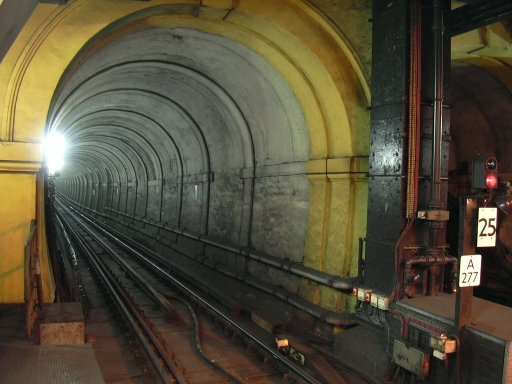
Temžský tunel v roce 2005, tehdy součást londýnské podzemní dráhy – mezi stanicemi Rotherhithe a Wapping

Brunel pracoval téměř dva roky na stavbě tunelu pod řekou Temží (vybudován v letech 1825–1843). Dělníci budovali vodorovnou štolu v těch nejobtížnějších a nejnebezpečnějších podmínkách. Za tímto projektem stála Thames Tunnel Company a Brunelův otec Marc byl vedoucím inženýrem. Podloží řeky Temže u Rotherhithe tvoří zbahněné sedimenty a tekuté písky a ačkoli tyto extrémní podmínky prověřily geniálnost Brunelova razícího štítu, práce byla těžká a nebezpečná. Tunel byl často v nebezpečí zavalení v důsledku nestability říčního podloží, přesto vedení rozhodlo umožnit divákům za šilink spustit se do tunelu a sledovat hloubení.
Pro dělníky byla práce na tunelu nepříjemná, neboť Temže tenkrát připomínala stoku a tunel byl obvykle částečně zatopen odporně páchnoucí kontaminovanou vodou. Dvě vážnější zatopení zastavila práce na delší dobu, několik dělníků zahynulo a mladý Brunel byl těžce raněn. Při druhé nehodě roku 1828 přišli o život dva nejstarší minéři – Collins a Ball a Brunel sám unikl o vlásek smrti. Voda ho svrhla z tunelovací plošiny, upadl do bezvědomí a vlna ho doplavila k opačnému konci tunelu. Jak voda stoupala, byl vyplaven na služební schodiště, kde byl zachráněn pomocníkem těsně předtím, než se vlna vrátila. Brunel byl vážně raněn (a již nikdy se z tohoto zranění zcela nezotavil) a práce na tunelu byly na několik let přerušeny. Přesto byl první podvodní tunel dokončen. Původně sloužil především chodcům a stala se z něj turistická atrakce. Po čase ale přestal být populární a v roce 1865 jej za 200 tisíc liber šterlinků koupila železniční společnost East London Railway. Roku 1869 byla otevřena železniční trať vedoucí tunelem, kterou využívala East London Line londýnské podzemní dráhy. Tato linka od roku 2010 patří pod London Overground.
Budova, která skrývá čerpadla udržující tunel v suchu, byla v roce 1970 zachráněna dobrovolníky před demolicí. Muzeum, které zde vzniklo, dokumentuje nejen Temžský tunel, ale také další dva Brunelovy podniky.

## Mosty

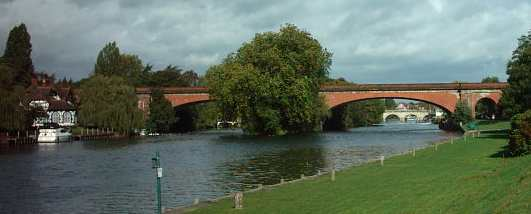
Maidenheadský železniční most, cihlový most s největším rozpětím oblouků

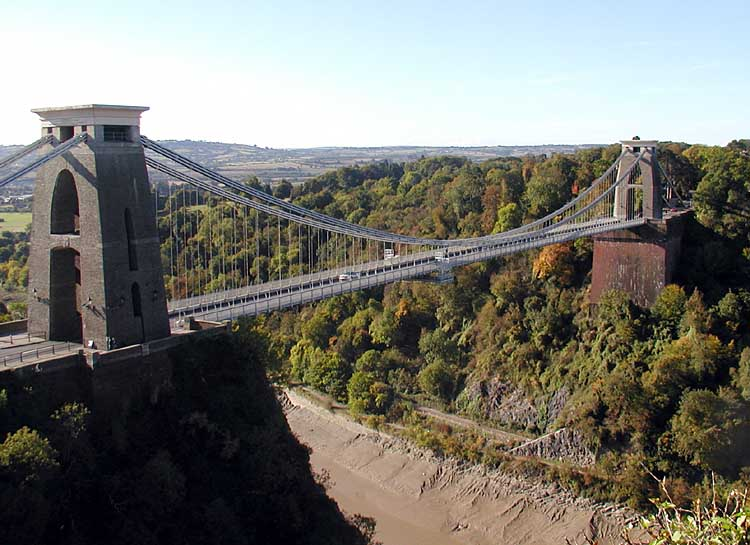
Cliftonský visutý most přes Avon Gorge

Prvními Brunelovými samostatnými díly byly mosty – Albertův královský most nad řekou Tamar v Saltashi poblíž Plymouthu a neobvyklý dřevěný příhradový most nedaleko Bridgwateru. Maidenheadský železniční most postavený v roce 1838 v Berkshire nad řekou Temží představuje nejširší a nejplošší cihlový most na světě, dodnes sloužící svému účelu. Dva oblouky délky 39m mají vzepětí pouhých 7 m a nesou čtyři koleje.
Albertův královský most byl vyprojektován v roce 1855 pro železniční společnost Cornwall Railway poté, co parlament zamítl Brunelův návrh železničního trajektu přes Hamoaze – ústí řek Tamar, Tavy a Lynher s vysokým rozdílem hladin při přílivu a odlivu. Most se skládá ze dvou hlavních oblouků o rozpětí 139 m, 30 m nad průměrnou hladinou při přílivu, a ze 17 dalších oblouků. Byl otevřen princem Albertem 2. května 1859. Brunel sám se již kvůli podlomenému zdraví nemohl zúčastnit slavnostního ceremoniálu. A tak si alespoň prohlédl celou stavbu o 15 dní později vleže na gauči umístěném na plošinovém voze, kterým po mostě posunovali jeho spolupracovníci.
Pravděpodobně nejvíce Brunela proslavil Cliftonský visutý most v Bristolu. Se svým rozpětím 213 m byl v době vzniku nejdelším visutým mostem na světě. Brunel tehdy předložil čtyři projekty a tento byl vybrán příslušným výborem. Jeho stavby se však nedožil. Práce byly zahájeny roku 1862 a dokončeny 1864, 5 let po jeho smrti.
Nyní, v roce 2006 jsou Brunelovy mosty na Great Western Railway v ohrožení v souvislosti s plánovanou elektrifikací trati. Jejich průjezdný průřez je nedostatečný pro instalaci trolejového vedení. V této souvislosti vznikají petice za zachování všech devíti mostů.

## Great Western Railway

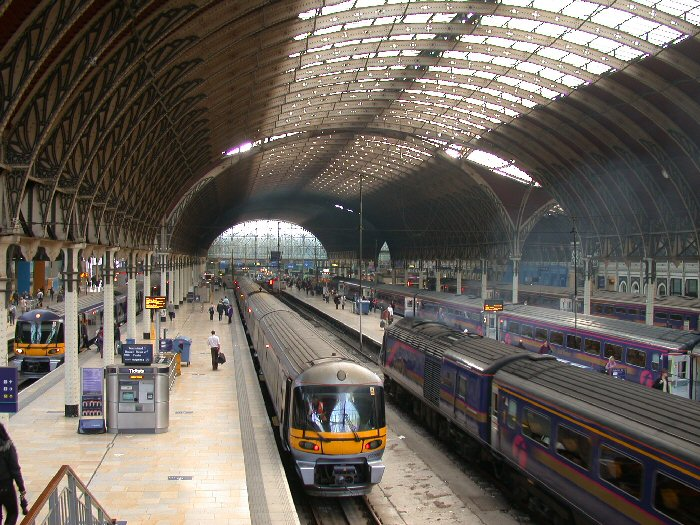
Paddington Station, jedno z hlavních londýnských nádraží, původně patřící Great Western Railway

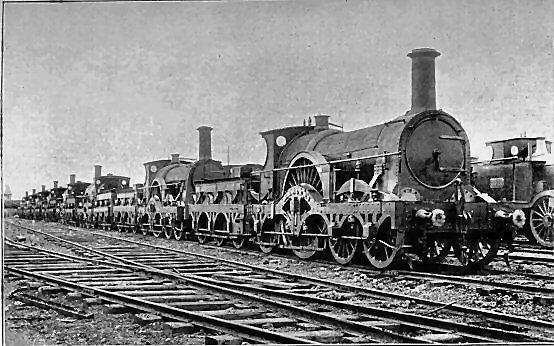
Širokorozchodné lokomotivy odstavené v roce 1892

V roce 1833, ještě před dokončením temžského tunelu, byl Brunel jmenován vrchním inženýrem Great Western Railway, která vlastnila a provozovala tratě z Londýna do Bristolu a později do Exeteru.
Společnost byla založena na veřejném shromáždění roku 1833 v Bristolu, zapsána byla v roce 1835. Brunel učinil dvě kontroverzní rozhodnutí: použil široký rozchod koleje – 7 stop (v současnosti 7 stop 1/4 palce) = 2140 mm, o němž předpokládal, že zaručí kvalitní chod vozidel i při vysokých rychlostech, a zvolil trasu severně od Marlborough Downs, přes území bez význačnějšího osídlení, která však umožňovala pozdější prodloužení do Oxfordu a Gloucesteru a pak pokračovat údolím Temže do Londýna. Novou trať osobně vyměřoval v celé délce z Londýna do Bristolu.
Jeho rozhodnutí použít široký rozchod bylo sporné z toho důvodu, že prakticky veškeré britské železnice té doby používaly standardní rozchod. Brunel prohlásil, že pro to není jiný důvod, než přenesení rozchodu z důlních drah, které stavěl George Stephenson ještě před otevřením první železnice pro osobní dopravu. Brunel na základě výpočtů a mnoha pokusů dokázal, že jeho široký rozchod je optimální pro stabilní a komfortní chod vozidel a navíc umožňuje používat větší vozy s větší kapacitou.
První lokomotivy objednané Brunelem podle jeho vlastních specifikací se ukázaly nevyhovující, kromě North Star, a tak byl vrchním správcem lokomotivního parku jmenován teprve dvacetiletý Daniel Gooch (později povýšený na rytíře). Brunel a Gooch vybrali pro umístění lokomotivních dílen Swindon, místo, kde se zvolna stoupající trať z Londýna lomí do prudšího spádu do údolí řeky Avony u Bath.
Bristolu a Leigh Woods v severním Somersetu.

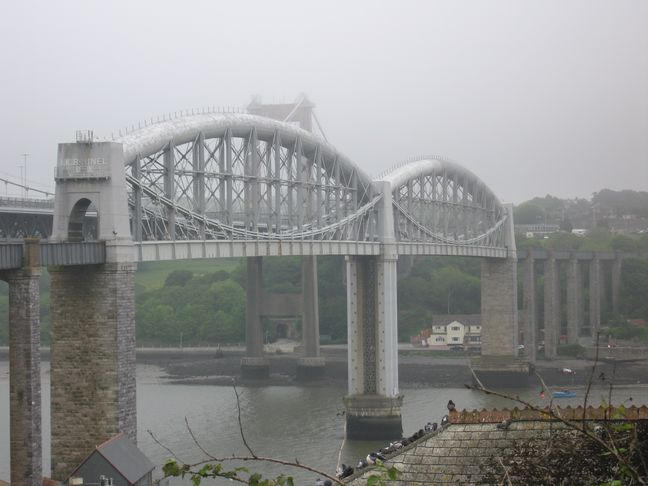
Královský Albertův most

Čerpaje ze zkušeností ze stavby temžského tunelu obohatil Brunel Great Western o řadu impozantních děl – vysoké viadukty, jedinečná nádraží a mohutné tunely, včetně známého Box Tunnel, který byl se svými 2939 m svého času nejdelším železničním tunelem na světě. Tunel je celý ve spádu 10 promile. Anekdota praví, že v den Brunelových narozenin jím celým projde sluneční paprsek.
Brunelova díla podněcovala představy tehdejších technicky zapálených Britů, a tak se brzy stal jedním z nejznámějších mužů v zemi.
Po Brunelově smrti bylo rozhodnuto, že pro všechny železnice v zemi musí být použit standardní rozchod. Přestože Great Western vyhlašovala, že se potvrdilo, že její široký rozchod je lepší, bylo rozhodnuto setrvat u Stephensonova standardního rozchodu, neboť ten byl již rozšířen na mnohem větší části země.
V každém případě v květnu 1892 (když byl široký rozchod odstraněn) již byla síť Great Western dvourozchodová, a tak byl přechod na standardní rozchod poměrně nekomplikovaný.

## Brunelova atmosférická železnice

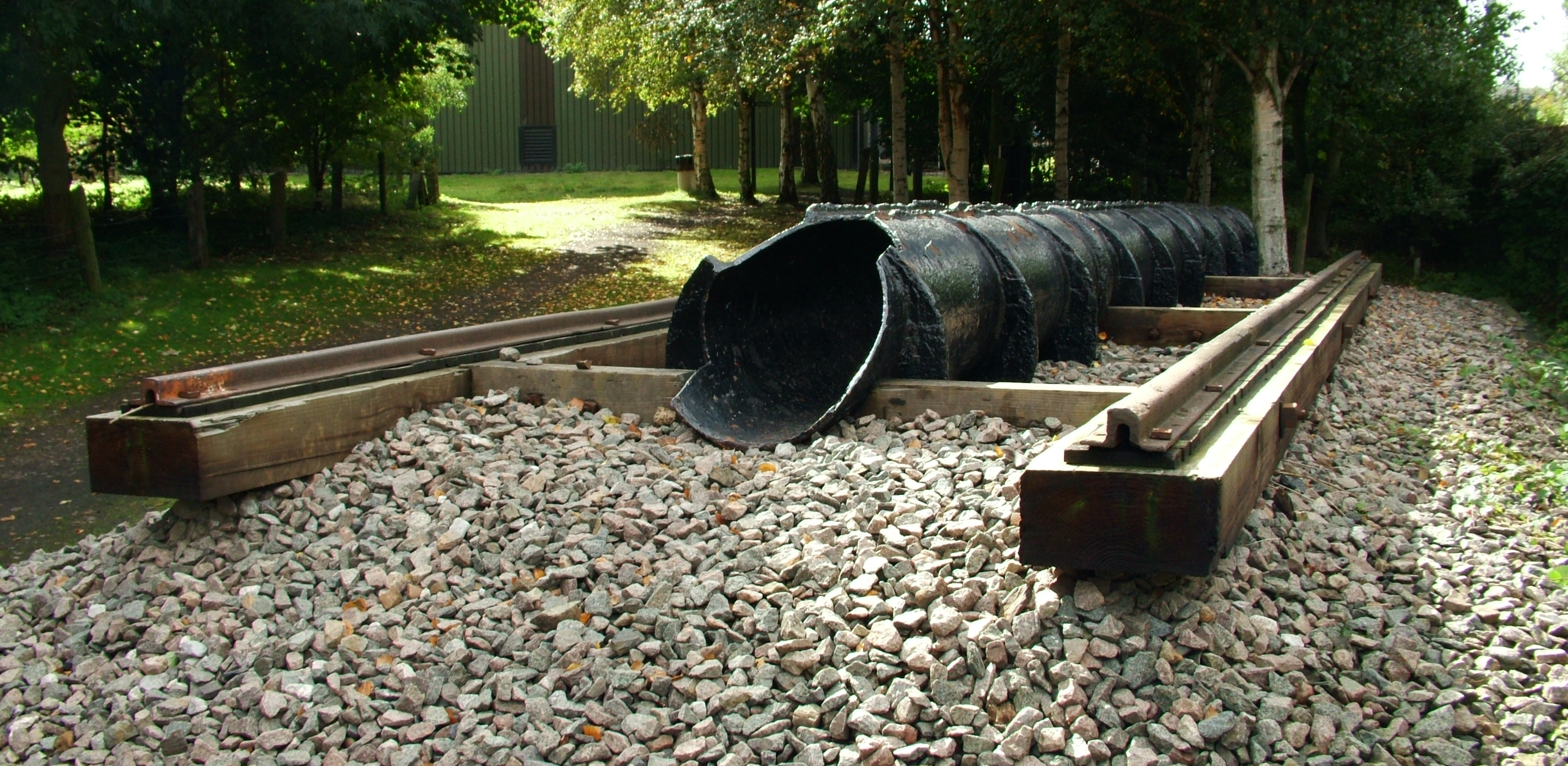
Zbytky Brunelovy atmosférické železnice v Didcot Railway Centre

Jinou Brunelovou zajímavou, i když nakonec neúspěšnou technickou novinkou byla atmosférická železnice, kterou použil pro rozšíření sítě GWR z Exeteru na jih do Plymouthu (ve skutečnosti šlo o samostatnou společnost South Devon Railway (SDR) podporovanou GWR). Vlaky byly namísto lokomotiv poháněny atmosférickým tlakem. Tento systém, který si nechali patentovat Clegg a Samuda, využíval stabilních vývěv, které vysávaly vzduch z tunelu.
Dokončená část trati z Exeteru do Newtonu byla vybavena čerpacími stanicemi s charakteristickými hranatými komíny ve vzdálenostech 2 mil. Vlaky dosahovaly rychlosti 20 mph (32 km/h). V rovinných úsecích bylo použito patnáctipalcové potrubí (381 mm), na sklonech dvaadvacetipalcové (559 mm).
Tato technologie vyžadovala použití kožených chlopní k utěsnění potrubí. Kůže musela být udržována vláčná, k čemuž se používal lůj. A lůj je oblíbenou pochoutkou krys. Výsledky byly katastrofální, chlopně byly sežrány a tak se vakuový provoz udržel pouhý rok – od září 1847 (začátek zkušebního provozu) přes únor 1848 (počátek běžného provozu) do 10. září 1848. Účty SDR za rok 1848 ukázaly, že atmosférický provoz je asi 2,5x dražší, než lokomotivní.
Čerpací stanice ve Starcross u ústí řeky Exe zůstala zachována jako nápadný prvek v krajině a památka na atmosférickou železnici, kterou připomíná i jméno zdejšího hostince. Část potrubí bez kožených chlopní je zachována v Didcot Railway Centre.

## Zaoceánská plavba

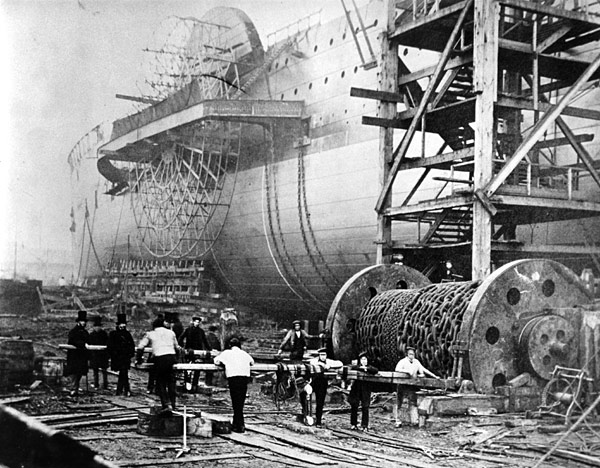
Great Eastern krátce před spuštěním na vodu, 1858

Ještě před otevřením Great Western Railway se Brunel přesunul k dalšímu projektu: zaoceánské plavbě. Využil své prestiže k přesvědčení zaměstnanců své železniční společnosti ke stavbě parolodi Great Western, zdaleka největší parolodi své doby. Byla 236 stop (72 m) dlouhá, postavená ze dřeva a poháněná plachtami a kolesy. Na vodu byla spuštěna roku 1848. Její první plavba do New Yorku a zpět trvala 29 dní, což byla poloviční doba ve srovnání s průměrnou plachetnicí. Celkem uskutečnila 74 plaveb do New Yorku a mimo jiné byla i držitelkou Modré stuhy.
Sesterská loď Great Britain byla postavena roku 1843. Byla 322 stop (98 m) dlouhá a byla první lodí s ocelovým trupem a s pohonem lodním šroubem, která překonala Atlantský oceán. Na základě těchto úspěchů se Brunel rozhodl v roce 1852 postavit třetí loď, větší než předchozí a určenou pro cesty do Indie a Austrálie.
Great Eastern (původně pojmenovaná Leviathan) byla stavěna špičkovou technologií té doby, téměř 700 stop (211 m) dlouhá, vybavená nejluxusnějším zařízením a schopná pojmout až 4.000 pasažérů.Loď byla spuštěna na vodu v roce 1858. Byla konstruována tak, aby mohla podniknout nepřetržitou plavbu z Londýna do Sydney a zpět, neboť inženýři tenkrát byli mylně přesvědčeni, že Austrálie nemá vlastní zásoby uhlí. Jako u mnoha jiný ambiciózních Brunelových projektů stavba lodi brzy překročila rozpočet a dostala se do skluzu vlivem různých technických problémů.
Po dokončení bylo rozhodnuto nasadit loď na výnosnější trasu do New Yorku. Provoz lodi se neobešel bez nehod. Již při první plavbě došlo k výbuchu kotle zapříčiněnému vadným pojistným ventilem. Nehoda si vyžádala život pěti členů posádky. Pro malou poptávku loď nikdy nepřepravovala projektovaný počet cestujících a později byla prodána za 5 % původní ceny.
Loď poháněná kombinací lopatkových kol a lodních šroubů dokázala dobře manévrovat a díky své obrovské nosnosti poté sloužila k pokládání podmořských kabelů. Touto lodí byl položen první transantlantický kabel, který telegraficky spojil Evropu s Amerikou.
V letech 1889–1890 byla sešrotována.
Tato loď bývá často označována za drahý omyl, ale na druhou stranu je možno říci, že Brunel pochybil pouze v oblasti ekonomiky provozu – jeho loď jednoduše o mnoho let předběhla dobu. Velké parolodě s celokovovou stavbou poháněné lodním šroubem se staly běžnou realitou až na počátku 20. století, kdy se přeprava osob přes oceán stala životaschopným oborem podnikání. Až do přelomu století tak zůstala největší lodí na světě.

## Nemoc a smrt
V roce 1843 při předvádění kouzelnického triku dětem Brunel nešťastně vdechl půlsouvereignovou minci, která uvízla v jeho průdušnici. Vytažení speciálními kleštěmi se nezdařilo, a tak zkonstruoval zvláštní stroj k jejímu vytřesení. Podle vzpomínek Sira Marca byl Brunel připoután k desce a otočen vzhůru nohama a mince byla třesením uvolněna.
V roce 1859, těsně před první plavbou Great Eastern do New Yorku, utrpěl záchvat mrtvice. O deset dní později, ve věku 53 let zemřel. Pohřben je, jako jeho otec, na hřbitově Kensal Green Cemetery v Londýně. Zanechal zde ženu Mary a syna Henryho Marca Brunela, který dosáhl jistých úspěchů jako stavební inženýr.

## Odkaz

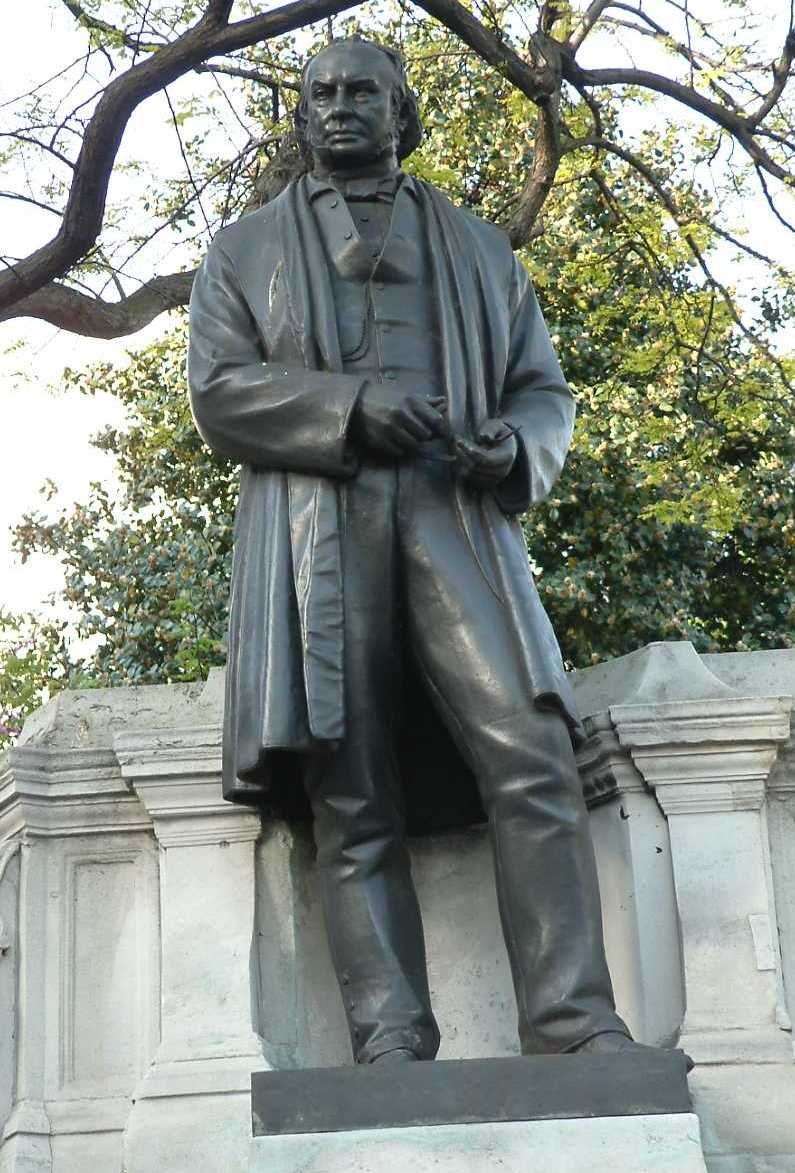
Brunelova bronzová socha před stanicí Temple londýnské podzemní dráhy

Existuje mnoho Brunelových památníků – sochy v Londýně, Bristolu, Saltashi, Milford Havenu, Nyelandu a na Paddington station. Vlajkový stožár Great Eastern zdobí vchod na stadion Liverpool FC, a část lodního komína je umístěna v Sutton Poyntz, nedaleko Weymouthu.
Některá místa a instituce nesou Brunelovo jméno – Brunelova univerzita v Londýně, několik ulic v Exeteru: Isambard Terrace, Kingdom Mews, and Brunel Close. Ulice a škola v jeho domovském Portsmouthu jsou také pojmenovány na jeho památku, stejně jako největší hospoda ve městě. V Bletchley, Milton Keynes mají Brunelovo obchodní centrum, ačkoli jeho architektura nemá s Brunelem žádnou spojitost.
Většina z Brunelových mostlů stále slouží. Temžský tunel využívá podzemní dráha a Brunelovu strojovnu v Rotherhithe, která dříve ukrývala parní stroje a čerpadla k čerpání vody z tunelu, nyní využívá muzeum věnované životu a dílu Marca a Isambarda Kingdom Brunelových.
Mnoho původních Brunelových článků a návrhů je součástí Brunelovy sbírky na Univerzitě v Bristolu.
V roce 1975, známý britský animátor Bob Godfrey získal Oscara za krátký film Great, neuctivý muzikál o Brunelovi a jeho době.
V roce 2002 byl v anketě BBC zvolen druhým nejvýznamnějším britem v historii (1. místo zaujal Winston Churchill). Stavba Great Eastern byla ztvárněna v epizodě seriálu BBC Sedm divů průmyslového světa (2003).
Brunelův obraz zdobí obal dětské knihy The Life of Isambard Kingdom Brunel (Život I. K. Brunela) vydané nakladatelstvím Heinemann v březnu 2005. Portrét byl mírně pozměněn, protože byly obavy, že Brunel kouřící doutník by se mohl stát nevhodným příkladem pro pěti- až sedmileté děti a školní knihovny by o tuto knihu nemusely mít zájem.
K oslavě 200. výročí narození v roce 2006 vydaly královská mincovna dvě dvoulibrové mince – jedna nese zobrazení části střechy Paddingtonského nádraží, druhá Brunelův portrét.
8. dubna 2006 oslavil Bristol 200. výročí narození řadou kulturních akcí. Vše vyvrcholilo ohňostrojem nad Avon Gorge a rozsvícením nového osvětlení Cliftonského visutého mostu.
V roce 2012 nahrála londýnská steampunková kapela The Men That Will Not Be Blamed For Nothing píseň Brunel inspirovanou dílem tohoto konstruktéra.
V roce 2014 nahrál Ian Anderson na svém albu Homo Erraticus skladbu The Engineer, která je o Brunelovi.